# Trident (космічний апарат)
Trident — проєкт безпілотного міжпланетного космічного апарата з головною метою здійснити пролітне дослідження системи Нептуна у 2038 році, і, другорядною метою — здійснити проліт повз супутник Нептуна Тритон.
Вивчається можливість старту у 2026 році, коли виникають сприятливі умови для польоту до Нептуна й досягнення його протягом 12 років. Наукова мета місії — вивчення структури Нептуна та створення мапи поверхні Тритона. Місія запропонована як частина плану NASA «Ocean Worlds» з дослідження планет-океанів — світів із рідким водним океаном «затиснутим» між двома шарами льоду. За даними, отриманими під час прольоту «Вояджера-2» у 1989 році під поверхнею Тритона може існувати океан із солоною водою.